# Hubenberg
Hubenberg ist ein Gemeindeteil der Stadt Waischenfeld im Landkreis Bayreuth (Oberfranken, Bayern). Hubenberg liegt in der Gemarkung Gösseldorf.

## Geografie
Das Dorf Hubenberg steht im Süden einer Hochebene, die vom Aufseßtal im Südwesten und vom Wiesenttal im Südosten begrenzt wird. Das Dorf liegt im zentralen Teil der Fränkischen Schweiz, etwa zweieinhalb Kilometer westlich der Wiesent und drei Kilometer nordöstlich der Aufseß. Die Nachbarorte sind Waischenfeld im Osten, Heroldsberg im Südosten, Saugendorf im Süden, Gösseldorf und Seelig im Südwesten sowie Siegritzberg und Breitenlesau im Nordwesten. Das Dorf ist von dem dreieinhalb Kilometer entfernten Waischenfeld aus über die Staatsstraße 2191 und dann über die Kreisstraße BT 34 erreichbar.

## Geschichte
Bis zur Gebietsreform in Bayern war Hubenberg ein Gemeindeteil der Gemeinde Gösseldorf im Landkreis Ebermannstadt. Die mit dem Gemeindeedikt von 1818 gebildete Gemeinde hatte 1961 insgesamt 337 Einwohner, davon 124 in Hubenberg. Die Gemeinde Gösseldorf wurde am 31. Dezember 1970 aufgelöst und Hubenberg zu einem Gemeindeteil der Stadt Waischenfeld.

## Baudenkmäler

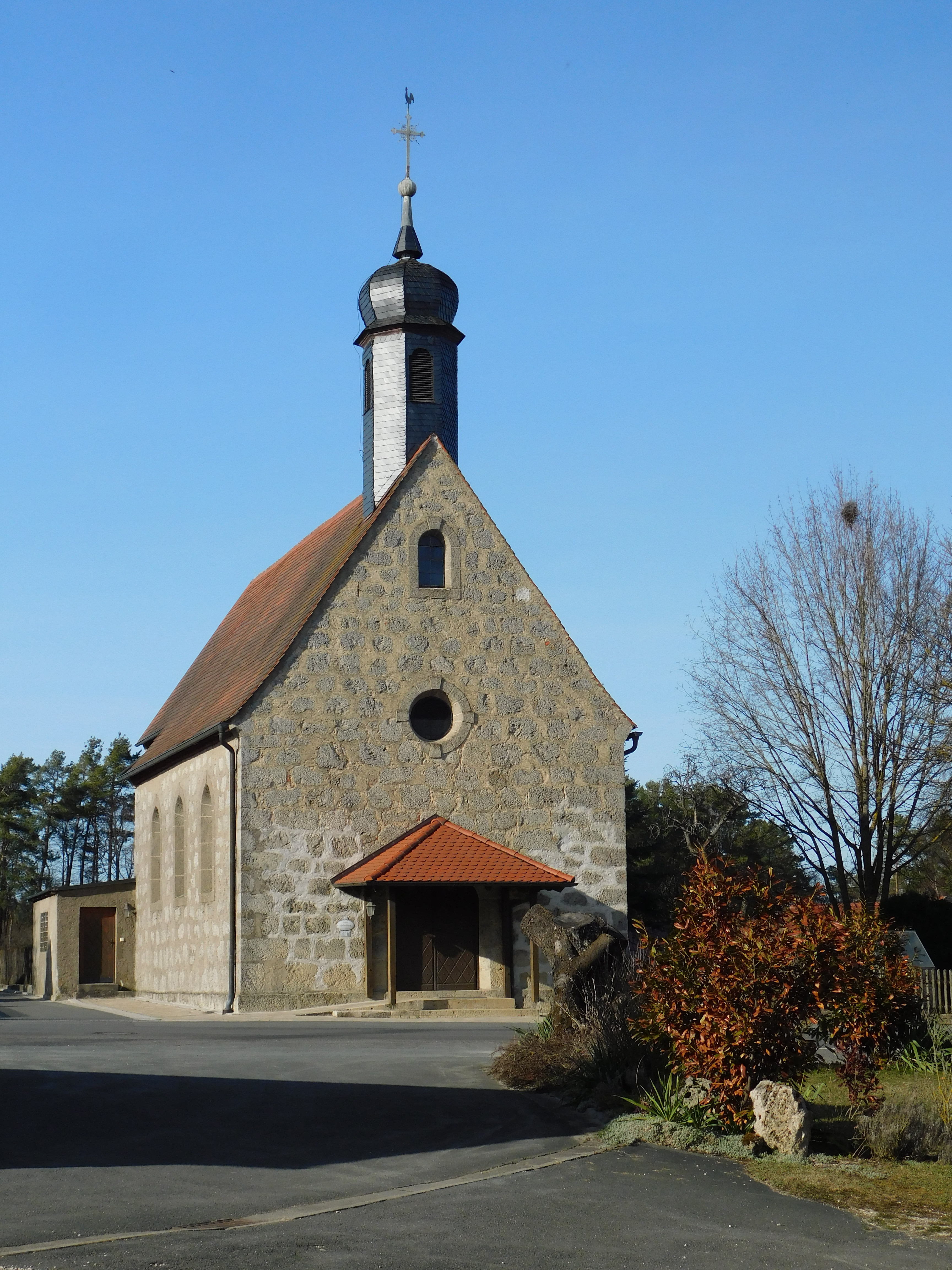
Die Kapelle von Hubenberg

Baudenkmäler sind eine katholische Kapelle im westlichen Ortsbereich und eine Feldkapelle, die etwa einen halben Kilometer südöstlich des Dorfes steht.

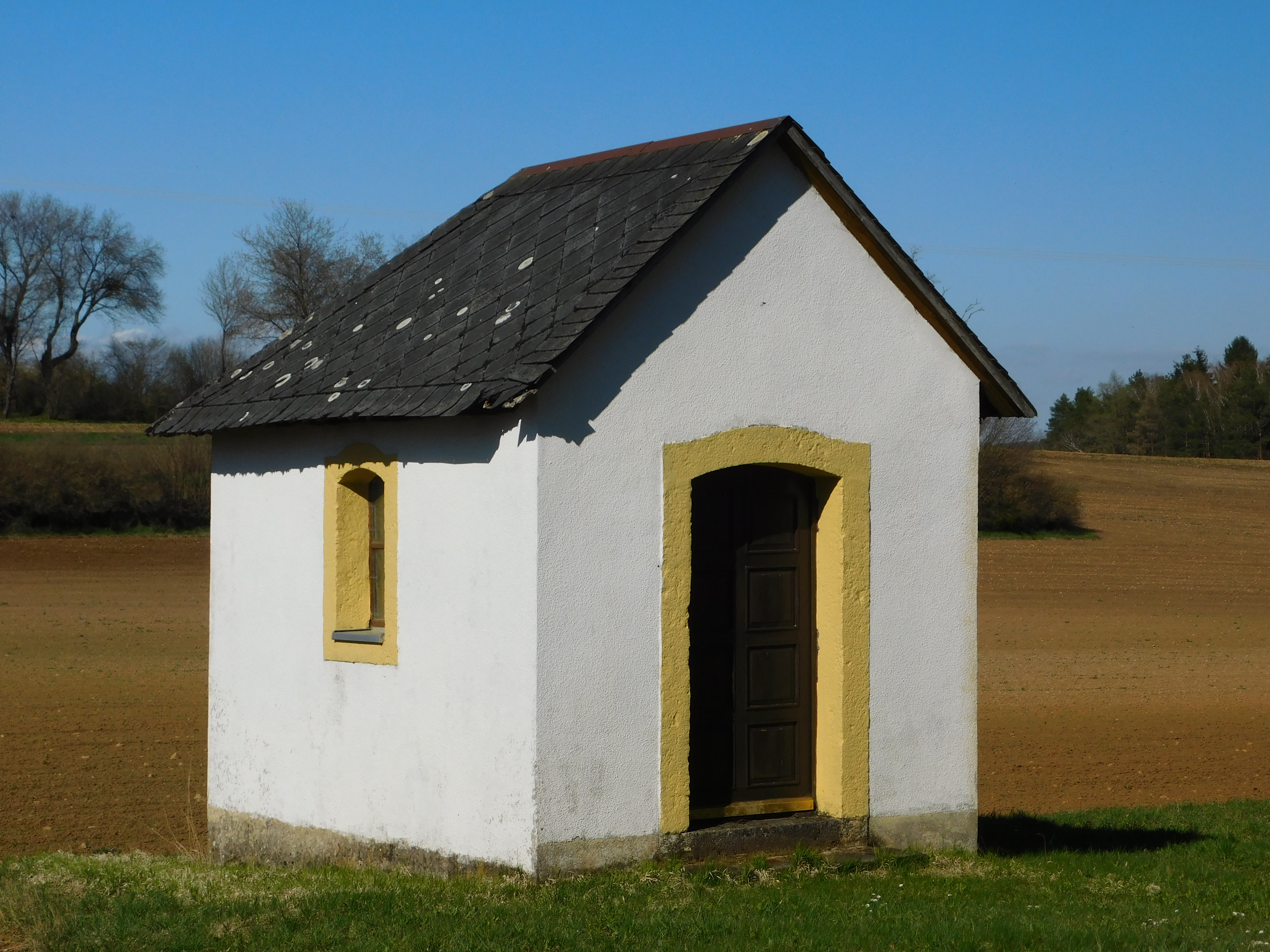
Die außerorts gelegene Feldkapelle